# Сталь-8
Сталь-8 — экспериментальный истребитель-моноплан конструкции Р. Л. Бартини. Был первым в СССР цельнометаллическим самолётом на электросварке. Несмотря на передовые для 1934 года технологии, паровое охлаждение стало причиной того, что самолёт так и не был выпущен.

## Описание конструкции
«Сталь-8» — получившая развитие модель «Сталь-6»: размеры чуть больше, конструкция иная.
«Сталь-8» был первым в СССР цельнометаллическим самолётом на роликовой и точечной сварке. Основным материалом был альтмаг. Фюзеляж — монокок на точечной и роликовой сварке, без всякой клёпки, с пустотелыми листовыми профилями П-образного сечения, преимущественно закрытыми. Крыло двухлонжеронное с задней стенкой. Лонжероны и нервюры — сварные трубчатые фермы. Обшивка крыла — альтмаг, внутренняя — толщиной 0,8 мм, наружная — 0,5 мм. Конденсатором системы испарительного охлаждения (по типу «Сталь-6») являлась двойная обшивка крыла от нижней полки переднего лонжерона, далее через носок по всей верхней стороне до узлов навески элеронов. Конструкция крыла преимущественно сварная на точечной и роликовой электросварке с применением пайки в заделках двойной обшивки для герметизации. При работе мотора кипящая вода поступала в полость между обшивками крыла и, сконденсировавшись на большой внутренней поверхности в 12,37 м2, помпой подавалась обратно в двигатель. Особенно эффективно испарительная система работала в полёте на большой скорости, при мощной конвективной теплоотдаче. Длительные газовки мотора на стоянках были нежелательны. По всему размаху конденсатора к задней стенке крыла навешивались четыре секции элеронов, которые на взлёте, посадке и при виражах выполняли бы функцию закрылков. Управление элеронами и рулями поворота — тросовое. Руль высоты отклонялся в ответ на движения ручки пилота посредством жёстких трубчатых тяг. В цепи продольного канала управления был устроен механизм изменения угла отклонения руля высоты в зависимости от скорости полёта. Двигатель Hispano-Suiza Ybrs (советский индекс — М-100А) в 860 л. с., два бака на 175 литров, сварные, из электрона, были размещены в корневых зонах консолей крыла. Чечевицеобразный маслобак, также сварной конструкции, своей верхней стороной вписывался в наружный контур фюзеляжа перед кабиной. В полёте, особенно на больших скоростях, маслобак также охлаждался потоком воздуха.
Шасси — одноколёсное, убирающееся, велосипедной схемы. К оси колеса (800x200 мм) справа и слева сходились две опоры, фюзеляжные заделки которых были разнесены по продольной оси самолёта. Стойка с резиновым пластинчатым амортизатором подвешивалась к кронштейну замоторной рамы № 1, а подвеска второй опоры осуществлялась к узлу соседней рамы № 2. По виду сбоку правая опора была позади левой и представляла собой ломающийся подкос с механическим замком на шарнире перелома. Тросовая проводка перед уборкой ноги освобождала этот замок и складывала подкос одновременно с подъёмом колеса в нишу фюзеляжа, образованную сварным колпаком из АМЦ, между педалей лётчика. Нижняя створка перед этим открывалась и впускала колесо внутрь вместе со стойкой и подкосом, а ось колеса, поднимаясь, захлопывала створку за собой. Такие створки, закрывающие нишу шасси на стоянке и в полёте, с лёгкой руки Бартини получили название щитков типа «войдите». Выпуск шасси происходил за счёт собственного веса с последующей дотяжкой его тросом до конечного положения, пока не щёлкнет выпрямившийся подкос. Вместо хвостового колеса под рулём поворота была плавно вписана в обводы защитная пята с внутренним амортизатором. Боковые вспомогательные стойки, складываемые в полёте под законцовки крыла, поддерживали машину на стоянке, в начале разбега и в конце пробега после посадки.
Вооружение — два синхронных пулемёта ШКАС.
Самолёт «Сталь-8» был оригинальным и передовым не только для своего времени. Это был первый в СССР цельнометаллический монокок на электросварке. По расчётам скорость на высоте 3000 м получалась 630 км/ч, скороподъёмность у земли — 20 м/с.
Исключительная скороподъёмность стала следствием невиданно низкой нагрузки на крыло: 103,5 кг/кв. м. — характерной скорее для бипланов. Очевидно, горизонтальная манёвренность «Сталь-8» также была бы выдающейся.

## Новшества, применённые в конструкции
1. Материал — особо лёгкие сплавы алюминия и магния. Причём наиболее коррозионностойкий альтмаг покрывал самолёт снаружи, защищая ещё более лёгкий, но менее коррозионностойкий электрон (баки) от воздействий внешней среды.
2. Сварка, резко снижавшая трудоёмкость конструкции и значительно — аэродинамическое сопротивление, до некоторой степени — и вес конструкции.
3. Испарительное охлаждение с радиатором, вынесенным в крылья. Для повышения боевой живучести отсеки радиатора создавались независимыми, то есть могли работать даже при пробитии крыла. Позже такая же схема охлаждения была использована на Хе-100, однако там не были применены отсеки, из-за чего боевая живучесть была неудовлетворительной.
4. Убирающееся одноколёсное шасси велосипедной схемы, значительно снизившее общее сопротивление.

## Дальнейшая судьба конструкции
Самолёт не был выпущен и его достройка прекратилась в конце 1934 г., при 60%-ой готовности. Причин было несколько. ГВФ тяготился постройкой военного самолёта, ему не нужного, ГУАП не считал его «своим», так как задание было дано ГВФ. Уже летали И-15, И-16, создавшие впечатление, что на данный момент все задачи по истребителям решены. И хотя «Сталь-8» резко превосходил их по качествам, паровое охлаждение снижало его военное значение из-за своей уязвимости. Были намечены мероприятия по повышению живучести системы разделением конденсатора на отсеки при автономной циркуляции антифриза, но ГУ ГВФ, несмотря на это, прекратило финансирование работ.

### Технические характеристики
- Экипаж: 1 человек
- Длина: 8,22 м
- Размах крыла: 9,60 м
- Высота: м
- Площадь крыла: 15,36 м²
- Профиль крыла:
- Масса пустого: 1180 кг
- Масса снаряжённого: кг
- Нормальная взлётная масса: 1590 кг
- Максимальная взлётная масса: кг
- Двигатель 1 ПД Hispano-Suiza Ybrs
- Мощность: 860 л. с.

### Лётные характеристики
- Максимальная скорость:
  - у земли: 550 км/ч
  - на высоте: 630 (3000 м) км/ч
- Крейсерская скорость: км/ч
- Практическая дальность: км
- Практический потолок: 9500 м
- Скороподъёмность: 20 м/с
- Нагрузка на крыло: кг/м²
- Тяговооружённость: Вт/кг
- Максимальная эксплуатационная перегрузка: g

### Вооружение
- Пушечно-пулемётное:
  - 2× 7,62 мм пулемёта ШКАС
- Бомбовая нагрузка: